# Tzi Ma
Tzi Ma (en chino: 馬泰; Hong Kong, 10 de junio de 1962) es un actor hongkonés nacionalizado estadounidense, reconocido por su participación en películas como Dante's Peak, Rush Hour y La llegada, y en las series 24 y The Man in the High Castle. En 2019 fue anunciada su participación en la película Mulan de 2020.

## Filmografía

### Cine
| Año  | Título                       | Papel          | Notas |
| ---- | ---------------------------- | -------------- | ----- |
| 1979 | Cocaine Cowboys              | Jimmy Lee      |       |
| 1981 | They All Laughed             | Extra          |       |
| 1986 | The Money Pit                | Hwang          |       |
| 1990 | RoboCop 2                    | Tak Akita      |       |
| 1992 | Rapid Fire                   | Kinman Tau     |       |
| 1993 | Golden Gate                  | Chen Jung Song |       |
| 1995 | Make a Wish, Molly           | David Wong     | Corto |
| 1996 | Chain Reaction               | Lu Chen        |       |
| 1997 | Dante's Peak                 | Stan           |       |
| 1997 | Red Corner                   | Li Cheng       |       |
| 1998 | Rush Hour                    | Solon Han      |       |
| 1999 | Catfish in Black Bean Sauce  | Vinh           |       |
| 2002 | The Quiet American           | Hinh           |       |
| 2004 | The Ladykillers              | General        |       |
| 2005 | Red Doors                    | Ed Wong        |       |
| 2006 | Akeelah and the Bee          | Sr. Chiu       |       |
| 2007 | Baby                         | Pops           |       |
| 2007 | Rush Hour 3                  | Solon Han      |       |
| 2007 | Battle in Seattle            | Gobernador     |       |
| 2008 | The Sensei                   | Monje budista  |       |
| 2008 | Management                   | Truc Quoc      |       |
| 2008 | All God's Children Can Dance | Glen           |       |
| 2009 | Formosa Betrayed             | Kuo            |       |
| 2012 | The Campaign                 | Sr. Zheng      |       |
| 2013 | Mad in Chinatown             |                | Corto |
| 2014 | A Good Man                   | Sr. Chen       |       |
| 2014 | Million Dollar Arm           | Chang          |       |
| 2014 | Sutures                      | Jim            | Corto |
| 2015 | Diablo                       | Quok Mi        |       |
| 2015 | Baby Steps                   | Sr. Lin        |       |
| 2015 | Pali Road                    | Arnold Zhang   |       |
| 2016 | Arrival                      | General Shang  |       |
| 2017 | Meditation Park              | Bing           |       |
| 2017 | The Jade Pendant             | Yu Hing        |       |
| 2018 | Skyscraper                   | Zheng          |       |
| 2019 | The Farewell                 | Haiyan         |       |
| 2019 | Tigertail                    | Grover         |       |
| 2020 | Mulan                        | Hua Zhou       |       |

### Televisión
| Año       | Título                               | Papel               | Notas            |
| --------- | ------------------------------------ | ------------------- | ---------------- |
| 1984      | The Cosby Show                       | Sr. Lee             | 1 episodio       |
| 1985      | The Equalizer                        | Lin                 | 1 episodio       |
| 1989      | L.A. Law                             | Ed Chang            | 1 episodio       |
| 1989      | Star Trek: The Next Generation       | Psicólogo           | 1 episodio       |
| 1989      | MacGyver                             | Wing Lee            | 1 episodio       |
| 1990      | Yellowthread Street                  | Detective Eddie Pak | 6 episodios      |
| 1990      | Forbidden Nights                     | Li Dao              | Telefilme        |
| 1990      | Midnight Caller                      | Arthur Chang        | 1 episodio       |
| 1990      | Head of the Class                    | Kwong               | 1 episodio       |
| 1993      | Street Justice                       | Bryn To Chi         |                  |
| 1994      | The Adventures of Brisco County, Jr. | Chan                |                  |
| 1994–2001 | NYPD Blue                            | Detective Harold Ng | 3 episodios      |
| 1996–2000 | Nash Bridges                         | Jimmy Zee           | 3 episodios      |
| 1998–99   | Martial Law                          | Lee Hei             | 5 episodios      |
| 1998–99   | Millennium                           | Dr. Takashi         | 2 episodios      |
| 2000      | Chicago Hope                         | Sr. Wang            | 1 episodio       |
| 2000      | The Pretender                        | Ki Mok/Chen Thon    | 1 episodio       |
| 2000      | City of Angels                       | Dr. Henry Lu        | 4 episodios      |
| 2000      | Walker, Texas Ranger                 | General Nimh        | 1 episodio       |
| 2001      | Gideon's Crossing                    | Dr. To              | 1 episodio       |
| 2002      | The Bernie Mac Show                  | Ed                  | 1 episodio       |
| 2002      | ER                                   | Liam Young          | 1 episodio       |
| 2002      | Boomtown                             | Roger Lam           | 1 episodio       |
| 2002      | Law & Order                          | Li Chen             | 1 episodio       |
| 2003      | The Practice                         | Tang Jingyu         | 1 episodio       |
| 2004      | Jake 2.0                             | Nanda Sang          | 1 episodio       |
| 2004      | Hawaii                               | Joseph Dao          | 1 episodio       |
| 2005      | JAG                                  | Almirante Lutarno   | 1 episodio       |
| 2005–07   | 24                                   | Cheng Zhi           | 13 episodios     |
| 2006      | Commander in Chief                   | Embajador chino     | 2 episodios      |
| 2006      | The Unit                             | Rudolph Hatano      | 1 episodio       |
| 2006      | Deadwood                             | Jugador             | 1 episodio       |
| 2007      | Dragon Boys                          | Henry Wah           | 2 episodios      |
| 2007–13   | American Dad!                        | Bah Bah Ling        | 11 episodios     |
| 2008      | Grey's Anatomy                       | Patterson           | 1 episodio       |
| 2009      | The Beast                            | Kim Nam             | 1 episodio       |
| 2009      | Dirty Sexy Money                     | Tsung Shien Chun    | 1 episodio       |
| 2009      | Cold Case                            | Bo-Lin Chen         | 1 episodio       |
| 2009      | Fringe                               | Ming Che            | 1 episodio       |
| 2009      | Dollhouse                            | Matsu               | 1 episodio       |
| 2010      | NCIS: Los Angeles                    | Jun Lee             | 1 episodio       |
| 2010      | Lie to Me                            | Sr. Chen            | 1 episodio       |
| 2010      | The Whole Truth                      | Juez Garrett        | 1 episodio       |
| 2011      | Hawaii Five-O                        | Chi                 | 1 episodio       |
| 2011      | CHAOS                                | Quon                | 1 episodio       |
| 2012      | Perception                           | Arthur Wei          | 1 episodio       |
| 2012      | Vegas                                | Watanabe            | 1 episodio       |
| 2013      | Saving Hope                          | Sr. Lin             | 1 episodio       |
| 2013      | Agents of S.H.I.E.L.D.               | Agente Quan         | 1 episodio       |
| 2013–16   | Once Upon a Time                     | Dragón              | 3 episodios      |
| 2014      | 24: Live Another Day                 | Cheng Zhi           | 3 episodios      |
| 2014      | State of Affairs                     | Chu Jian            | 1 episodio       |
| 2014–15   | Satisfaction                         | Frank               | 9 episodios      |
| 2015      | Hell on Wheels                       | Tao                 | 6 episodios      |
| 2016      | Elementary                           | Xi Hai Ching        | 1 episodio       |
| 2016      | Man Seeking Woman                    | Sheng               | 1 episodio       |
| 2016      | Stitchers                            | De Deshei           | 1 episodio       |
| 2016      | Angie Tribeca                        | Joseph Takagi       | 1 episodio       |
| 2016      | The Man in the High Castle           | General Onoda       | 6 episodios      |
| 2016–17   | Veep                                 | Lu Chi-Jung         | 3 episodios      |
| 2017      | Ransom                               | Senador Vang        | 1 episodio       |
| 2017      | The Catch                            | Kenji Yoshida       | 1 episodio       |
| 2017      | Criminal Minds: Beyond Borders       | Inspector Cheong    | 1 episodio       |
| 2018      | Silicon Valley                       | Yao                 | 2 episodios      |
| 2018–19   | Star Wars Resistance                 | Hamato Xiono        | 2 episodios      |
| 2019      | Wu Assassins                         | Sr. Young           | Papel recurrente |